# Nericonia x-litterata
Nericonia x-litterata là một loài bọ cánh cứng trong họ Cerambycidae.